# Rubens Franzini
Rubens Franzini (Guastalla, 28 gennaio 1906 – ...) è stato un calciatore italiano, di ruolo portiere.

## Carriera
Fratello di Saulle Franzini, dopo gli esordi con il Guastalla, debutta in massima serie con la Reggiana nella stagione 1928-1929, disputando 13 partite.
L'anno successivo torna al Mossina di Guastalla.